# Аннали вроцлавського магістрату
Аннали вроцлавського магістрату (лат. Annales magistratus Wratislaviensis, пол. Rocznik magistratu wroclawskiego) - компіляція, названа видавцем XVIII ст. В. Соммерсберг: «вроцлавськими анналами». За своєю передмовою складено в 1514 «з найстаріших книг цього та інших міст» щоб вроцлавський магістрат «зміг би вирішувати суспільні та приватні справи з більшою користю». Рукопис втрачено. У частині до 1308 майже повністю відповідають Старим вроцлавським анналам. Охоплюють період із 1149 по 1491. Описують події історії Сілезії, повідомляючи при цьому окремі відомості з історії решти Польщі, а також Чехії, Угорщини, Німеччини та ін.

## Видання
1. Annales magistratus Wratislaviensis/ed. W. Arndt // MGH. SS. 1866. T. XIX, p. 527-531 [2] .
2. Rocznik magistratu wroclawskiego / wydal A. Bielowski // MPH, Tomus 3. Lwow. 1878, p. 680-688 [1] .

## Переклади російською мовою
- Аннали вроцлавського магістрату у перекладі А.А. З. Досаєва на сайті Східна література